# Grynderup Sø
Grynderup Sø er en siden midten af 1800-tallet udtørret, men nu genskabt (indviet i 2012) sø i det nordvestlige Salling. Området ligger i Åsted, Nautrup og Sæby sogne. Søen var sejlbar før den blev udtørret. Der var blandt andet et udskibningssted ved Nautrup Kirke.    
Miljøminister Ida Auken indviede Grynderup Sø tirsdag den 7. august 2012. Der deltog 400 mennesker i indvielsen. 
Nogle år forinden havde miljøminister Connie Hedegaard meddelt på et pressemøde den 9. februar 2007, at der inden 2009 vil blive sat 11 naturgenopretningsprojekter i gang. Et af dem var Grynderup Sø.
Vådområdeprojektet omfatter ca. 410 ha, hvoraf søen udgør 150 ha. Søen er lavvandet og vil efterhånden blive omgivet af enge og rørskove.
Der var planlagt en trampesti  hele vejen rundt om søen, men den blev desværre sparet væk. Mellem de to nordlige parkeringspladser er der anlagt en handicapvenlig sti med en trækfærge over søen, så man kan afkorte trampestien og nøjes med den nordlige rundtur på en time. Der er fugletårne både ved nord- og sydenden af søen.